# Zwolle (Luizjana)
Zwolle – miasto w Stanach Zjednoczonych, w stanie Luizjana, w parafii Sabine.